# Cobija
Cobija − miasto w Boliwii, położone na północ od La Paz przy granicy z Brazylią. Cobija leży nad brzegami Rio Acre, na wysokości 280 m n.p.m. Panuje tu gorący i wilgotny klimat. Populacja miasta wynosi ok. 25 tys. mieszkańców. Cobija jest stolicą departamentu Pando.